# الكواهلة (جازان)
الكواهلة (بالإنجليزية: Al Kawahilah)‏ هي قرية سعودية في منطقة جازان في المملكة العربية السعودية - حوالي 594 ميل (أو 956 كم) جنوب غرب الرياض، عاصمة المملكة العربية السعودية. شروق الشمس في القرية 4:40، الغروب 16:04بتوقيت مكة المكرمة.

## المناخ
مناخ قرية محَاطَة هو مُناخ يتميز بالاعتدال شتاءً حيث تصل درجة الحرارة إلى 18 درجة مئوية، أمّا الصيف فالمُناخ يكُون حار مصحوب بالرطوبة وتصل درجة الحرارة إلى حوالي 35 مئوية وتهب في فصل الصيف الرياح الموسمية مصحوبة بزوابع رملية طوال النهار وخاصة بعد الظهر حتى المساء وتسمى لدى السكان (الغبرة) وتشتد في بعض الأيام حيث يقل مدى الرؤية لساعات عديدة من النهار وقد تتكون الكثير من الكثبان الرملية بسبب هذه الرياح وهناك رياح محلية غير منتظمة تهب بصورة عنيفة لفترات قصيرة من الوقت وتكون هذه الرياح حارة جافة مصحوبة بسحب ترابية رملية. تَصِلُ نسبة رطوبة الهواء إلى 50% وتقل في الاتجاه شرقًا. تسقط الأمطار في أواخر الصيف وأوائل الخريف وهي أمطار تضاريسية وهي ليست مُنتظمة ففي بعض السّنوات تسقط أمطار غزيرة تقوم عليها الزراعة، وفي بعض السّنوات تسقط أمطار قليلة لا تكفي لقيام الزراعة.

## أماكن بالقرب من القرية
هناك العديد من الأماكن بالقرب من قرية الكواهلة أقربها:
- الحرم
- الكربوس
- الخراديلة
- الخشابية
- المحلة
- الموسم
- الغريب
- الواصلي
- الوسيطه
- العسيلة
- العسوة
- العشوة
- الأشغيرة
- بخشة يمني
- الفقاعة
- الكسافيا الشامية

## انظُر أيضًا
- بخشة يمني
- القوة
- مدن السّعُودية
- مناطق السّعُودية